# Sindrome di Buddenbrook
Per sindrome di Buddenbrook s'intende una situazione di decadenza in cui le generazioni successive alla terza si mostrino poco interessate o predisposte alla gestione dell'impresa familiare, portando al collasso di quest'ultima. Prende il nome dal romanzo omonimo di Thomas Mann del 1901, I Buddenbrook. Decadenza di una famiglia, in cui narra il declino di una ricca famiglia della borghesia mercantile residente a Lubecca.

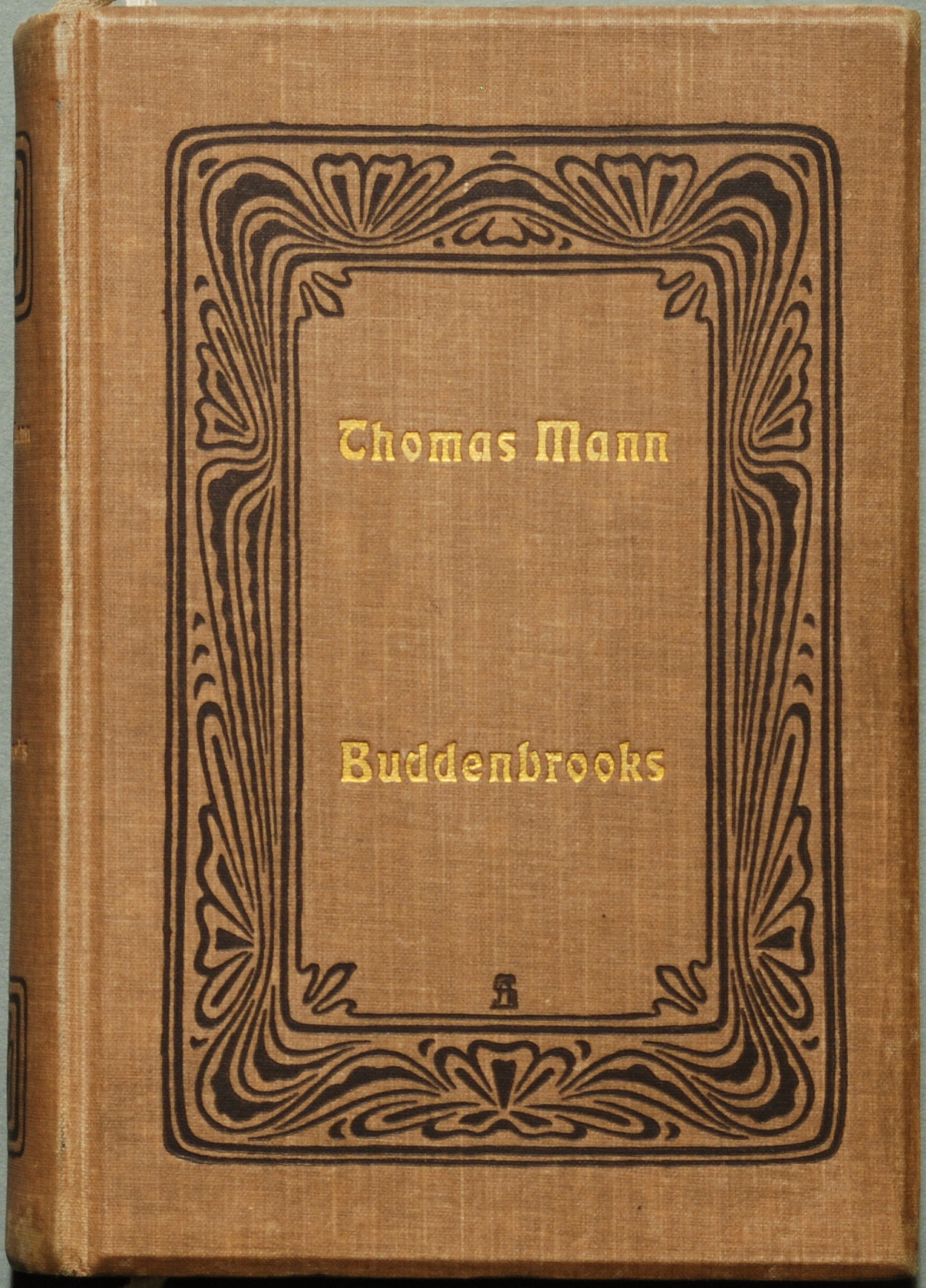
I Buddenbrook, romanzo di Thomas Mann pubblicato nel 1901

Il ricambio generazionale è preponderante nella vita dell'impresa in quanto il successore può creare seri problemi all’impresa soprattutto se si rifiuta di realizzare la quotazione in borsa aprendo il capitale a nuovi soggetti.

## Storia
Il termine è stato coniato dallo storico David Landes, secondo cui la ragione della decadenza economica di molte dinastie imprenditoriali europee stava nella terza (o talvolta alla quarta) generazione.
(David Landes, Prometeo liberato)
Secondo Landes, con una teoria che si è successivamente evoluta, devono distinguersi diverse generazioni:
- la prima, quella del fondatore che ha tratti pionieristici, di grande tenacia, fiducia e capacità di amministrare direttamente il capitale con parsimonia;
- la seconda avrebbe ereditato un'impresa già solida per poi ingrandirla, forte delle conoscenze sviluppate grazie ad uno studio approfondito e all'esperienza sul campo con la finalità di incrementare il potere e il prestigio della famiglia, attuando una strategia di supervisione controllata durante la quale vengono introdotte risorse manageriali esterne[4] per poi arrivare all'apice, la fase del controllo indiretto, durante la quale si affidano deleghe e compiti chiave a soggetti terzi[5][6] e l'industriale si ritaglia una funzione sempre di prestigio ma che gli consenta di esporsi di meno, per esempio assumendo la carica di presidente. Questa fase può spingersi fino alla divisionalizzazione dell’impresa e alla sua radicale trasformazione societaria poiché la esponenziale crescita dimensionale in molti casi richiede capitali aggiuntivi che solo l’ingresso di nuovi soci o la vendita dell’impresa a soggetti con maggiori risorse possono assicurare;
- la terza generazione (i cui esponenti vennero definiti con disprezzo da Landes, discendente da immigrati rumeni, gentiluomini di campagna) cresciuta negli agi e incurante degli affari, avrebbe condotto una vita in maniera aristocratica ricorrendo ai proventi per lo sviluppo dell'azienda per mantenere lo stesso tenore di vita, spesso anche con opere megalomani e dispendiose e ritenendo queste estremamente necessarie. Molto di frequente la terza generazione è funestata da gravi lutti familiari, che accelerano gli eventi: si giunge allora ad un mancato processo di innovazione che porta alla progressiva liquidazione dell'impresa o della holding in generale.[7]

Altro problema è quello della successione: questa può essere anticipata, così da investire dall'inizio nella formazione del successore, dando certezza agli assetti proprietari e con un minor pericolo di conflitti dinastici (analogamente ai chaebol in Corea del Sud, agli zaibatsu in Giappone) o ritardata: ha di solito luogo nelle famiglie numerose nelle quali è presente un conflitto tra gli eredi oppure nelle aziende in cui l’imprenditore non vuole rinunciare ai benefici del controllo (il caso Porsche); il rischio in questo caso è quello di non avere un successore che sia pronto per la gestione dell’azienda o quello di lunghi conflitti interni tra eredi e fondatore.

## Normativa
Il "Quarto capitalismo"
Riguardo alla natura della successione delle medie imprese (definite quarto capitalismo) si è pronunciata anche l'Unione Europea con leggi che mirano a promuovere un’efficace transizione nell’esercizio del potere gestionale, cercando di evitare la sindrome di Buddenbrook. La Raccomandazione della Commissione Europea del 7 dicembre 1994 quanto alla successione nelle piccole e medie imprese (94/1069a /CE) già evidenziava come ogni anno diverse migliaia di imprese fossero obbligate a cessare la loro attività per via di difficoltà insormontabili inerenti alla successione, con ripercussioni negative sul tessuto economico delle imprese nonché sui loro creditori e lavoratori. In questo contesto la Commissione constatava cessazioni di attività dovute «alle forze di mercato» e raccomandava dunque «interventi volti a sensibilizzare, informare e formare gli imprenditori» affinché preparassero efficacemente la loro successione ancora in vita. 
Nella successiva Comunicazione del 2006 si prendeva atto che gli sforzi di attuazione della Raccomandazione del 1994 da parte degli Stati membri risultavano ancora insufficienti, riconoscendo de facto negativa la liquidazione dell'impresa alla morte del suo fondatore o degli eredi e si promuoveva dunque l’organizzazione di mercati trasparenti volti ad incentivare i trasferimenti a terzi della proprietà delle imprese. Studi condotti dalla Fondazione Nord-Est affermano infatti che in un'impresa familiare sia necessaria un'intesa ibrida tra la gestione familiare e il ruolo di management affidati a soggetti terzi altamente competenti che aiutino ad affrontare i cambiamenti di mercato e dell’economia attuale.

## Esempi celebri
- Il caso dei Florio, famiglia mercantile siciliana che rivoluzionò il commercio del tonno in scatola e fu socia di maggioranza della NGI per poi decadere nel '900 con Ignazio Florio jr[10];
- La famiglia Lancia, proprietaria dell'omonima azienda, sotto la direzione di Gianni portò all'assorbimento dell'azienda da parte di Carlo Pesenti;
- Numerose famiglie di editori italiani come Mondadori, Rizzoli, Dami editrice a causa dei debiti portarono all'acquisto delle case editrici da grandi gruppi.